# 구이디온 밥 돈

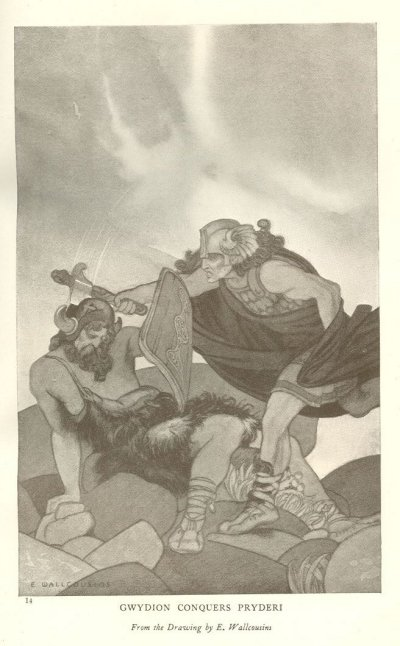
구이디온과 프라데이리의 일기토.

구이디온 밥 돈(웨일스어: Gwydion fab Dôn [gwidjon vaːb doːn])은 웨일스 신화에 등장하는 마법사, 영웅, 트릭스터이다. 《마비노기온》의 네 번째 가지에서 가장 주요하게 등장하며, 여기서 그의 조카 레우 라우 기페스와 그의 관계가 중요한 줄거리를 이룬다. 구이디온은 귀네드 왕국의 국왕 마스 팝 마소느위의 조카이며, 길파에스위의 형제이고 아르얀로드의 오빠이다.